# مسابقات قهرمانی فوتبال شرق آسیا
مسابقات قهرمانی فوتبال شرق آسیا (به انگلیسی: EAFF E-1 Football Championship) یک رویداد منطقه‌ای فوتبال است که در منطقه شرق آسیا بین تیم‌های ملی فوتبال مردان عضو فدراسیون فوتبال شرق آسیا برگزار می‌شود.